# 감로주의 바다

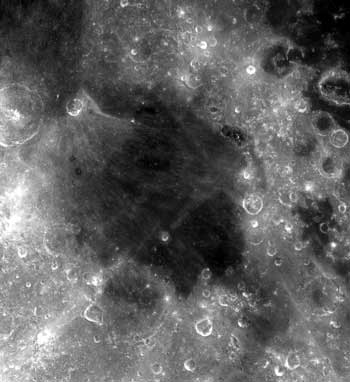
감로주의 바다

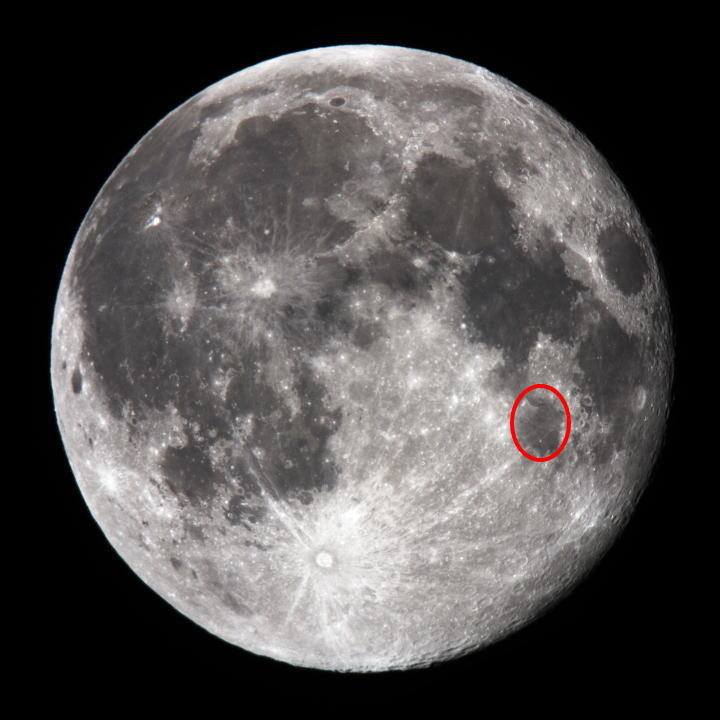
감로주의 바다의 위치

감로주의 바다(라틴어: Mare Nectaris, 영어: Sea of Nectar)는 달의 풍요의 바다 서쪽에 위치한 달의 바다이다. 달의 앞면에 위치해 있으며, 명칭은 그리스 신화에서 신들의 음료로 일컬어지는 ‘넥타르’에서 유래한 것이다. 감로주의 바다는 넥타리안 기에서 인브리움 기에 걸쳐 만들어진 분지로, 후기 인브리움 기의 지층이 표면을 덮고 있다. 직경은 333km이다.

## 같이 보기
- SLIM